# Amaury IV di Montfort
Amaury IV di Montfort in francese: Amaury IV de Montfort (... – 1140) fu Signore di Montfort-l'Amaury, Épernon e Houdan e Conte di Évreux dal 1137 alla morte.

## Origine
Secondo il documento n° LIV del Cartulaire de Notre-Dame des Vaux de Cernay, Tome I, Amalrico era il figlio maschio primogenito del Signore di Montfort-l'Amaury, Épernon e Houdan e Conte di Évreux, Amalrico III e della seconda moglie, Agnese di Garlande, figlia di Anseau de Garlande, signore di Rochefort-en-Yvelines e della moglie di cui non si conosce il nome e che portava in dote Rochefort-en-Yvelines.
Secondo il monaco e cronista inglese Orderico Vitale, Amalrico III di Montfort era il figlio maschio terzogenito del signore di Montfort-l'Amaury, Simone I (1025 circa-1087 circa) e di Agnese d'Évreux, che, sempre secondo Orderico Vitale, era figlia del Conte di Évreux, Riccardo e della moglie, Codechilde di Conches, come conferma il monaco e cronista normanno Guglielmo di Jumièges nella sua Historiæ Normannorum Scriptores Antiqui, di cui non si conoscono gli ascendenti, e che era già stata moglie di Ruggero I di Tosny.

## Biografia
Suo padre, Amalrico III, morì nel 1137, secondo gli Obituaires de Sens Tome II, Abbaye de Saint-Père-enVallée, il 19 aprile, mentre gli Obituaires de Sens Tome II, Abbaye de Haute-Bruyère la sepoltura nell'abbazia.
Amalrico gli succedette in tutti i suoi titoli e che, non essendo ancora maggiorenne la reggenza fu affidata ad Amalrico di Mestenon, come ci informa il documento n° LIV del Cartulaire de Notre-Dame des Vaux de Cernay, Tome I, del 1179, in cui si parla di una concessione fatta da Amalrico III e confermata da Amalrico IV, quando era sotto la custodia di Amalrico di Mestenon (Amauricus parvus filius eiusdem Amaurici, qui erat sub custodia Amaurici de Mestenon).
Nel documento n° LXXXIX del Recueil des chartes de l'abbaye de Saint-Germain-des-Prés, inerente ad un contratto tra il suo prozio materno e l'abate dell'abbazia, Amalrico viene citato come conte di Evreux (Amalrico Ebrocensi comite neptis sue filio).
Non si conosce l'anno in cui Amalrico raggiunse la maggior età, ma si conosce l'anno della sua morte, come ci riferisce l'abate e storico normanno, priore dell'abbazia di Bec e sedicesimo abate di Mont-Saint-Michel, Roberto di Torigni, nel suo Chronique de Robert de Torigni, abbé du Mont-Saint-Michel, tome I: fu nel 1140 e gli succedette il fratello, Simone (Obiit comes Ebroicensis Amalricus et successit frater eius Symon).

## Discendenza
Amalrico IV non prese moglie e di lui non si conosce alcuna discendenza.

## Ascendenza
|                        |   |                       | Genitori         |  |  | Nonni |  |  | Bisnonni             |  |  | Trisnonni |  |
|                        |   |                       |                  |  |  |       |  |  | Amaury I di Montfort |  |  | …         |  |
|                        |   |                       |                  |  |  |       |  |  | Amaury I di Montfort |  |  | …         |  |
|                        |   | …                     |                  |  |  |       |  |  | Amaury I di Montfort |  |  |           |  |
| Simone I di Montfort   |   |                       |                  |  |  |       |  |  | Amaury I di Montfort |  |  |           |  |
|                        |   | Bertrada              | …                |  |  |       |  |  |                      |  |  |           |  |
|                        |   | Bertrada              | …                |  |  |       |  |  |                      |  |  |           |  |
|                        |   | Bertrada              | …                |  |  |       |  |  |                      |  |  |           |  |
| Amaury III di Montfort |   | Bertrada              |                  |  |  |       |  |  |                      |  |  |           |  |
|                        |   | Riccardo d'Évreux     | Roberto d'Évreux |  |  |       |  |  |                      |  |  |           |  |
|                        |   | Riccardo d'Évreux     | Roberto d'Évreux |  |  |       |  |  |                      |  |  |           |  |
|                        |   | Riccardo d'Évreux     | Herleva          |  |  |       |  |  |                      |  |  |           |  |
| Agnese d'Évreux        |   | Riccardo d'Évreux     |                  |  |  |       |  |  |                      |  |  |           |  |
|                        |   | Codechilde di Conches | …                |  |  |       |  |  |                      |  |  |           |  |
|                        |   | Codechilde di Conches | …                |  |  |       |  |  |                      |  |  |           |  |
|                        |   | Codechilde di Conches | …                |  |  |       |  |  |                      |  |  |           |  |
| Amaury IV di Montfort  |   | Codechilde di Conches |                  |  |  |       |  |  |                      |  |  |           |  |
|                        | … | …                     |                  |  |  |       |  |  |                      |  |  |           |  |
|                        | … | …                     |                  |  |  |       |  |  |                      |  |  |           |  |
|                        | … | …                     |                  |  |  |       |  |  |                      |  |  |           |  |
| Anseau di Garlande     | … |                       |                  |  |  |       |  |  |                      |  |  |           |  |
|                        |   | …                     | …                |  |  |       |  |  |                      |  |  |           |  |
|                        |   | …                     | …                |  |  |       |  |  |                      |  |  |           |  |
|                        |   | …                     | …                |  |  |       |  |  |                      |  |  |           |  |
| Agnese di Garlande     |   | …                     |                  |  |  |       |  |  |                      |  |  |           |  |
|                        |   | …                     | …                |  |  |       |  |  |                      |  |  |           |  |
|                        |   | …                     | …                |  |  |       |  |  |                      |  |  |           |  |
|                        |   | …                     | …                |  |  |       |  |  |                      |  |  |           |  |
| Beatrice di Montlhéry  |   | …                     |                  |  |  |       |  |  |                      |  |  |           |  |
|                        |   | …                     | …                |  |  |       |  |  |                      |  |  |           |  |
|                        |   | …                     | …                |  |  |       |  |  |                      |  |  |           |  |
|                        |   | …                     | …                |  |  |       |  |  |                      |  |  |           |  |
|                        |   | …                     |                  |  |  |       |  |  |                      |  |  |           |  |

### Fonti primarie
- (LA) Cartulaire de Notre-Dame des Vaux de Cernay, Tome I..
- (LA) Rerum Gallicarum et Francicarum Scriptires, tomus XII..
- (LA) Recueil des chartes de l'abbaye de Saint-Germain-des-Prés..
- (LA) Chronique de Robert de Torigni, abbé du Mont-Saint-Michel, tome I..
- (LA) Obituaires de la province de Sens. Tome 2..
- (LA) Ordericus Vitalis, Historia Ecclesiastica, vol. II..
- (LA) Ordericus Vitalis, Historia Ecclesiastica, tomus III, libri VI-IX..
- (EN) Ordericus Vitalis, Ecclesiastical History, vol. II..
- (EN) Ordericus Vitalis, Ecclesiastical History, vol. III..
- (LA) Historiæ Normannorum Scriptores Antiqui..

### Letteratura storiografica
- William John Corbett, "Inghilterra, 1087-1154", cap. II, vol. VI (Declino dell'impero e del papato e sviluppo degli stati nazionali) della Storia del Mondo Medievale, 1999, pp. 56–98.